# Augustinerstraße (Erfurt)

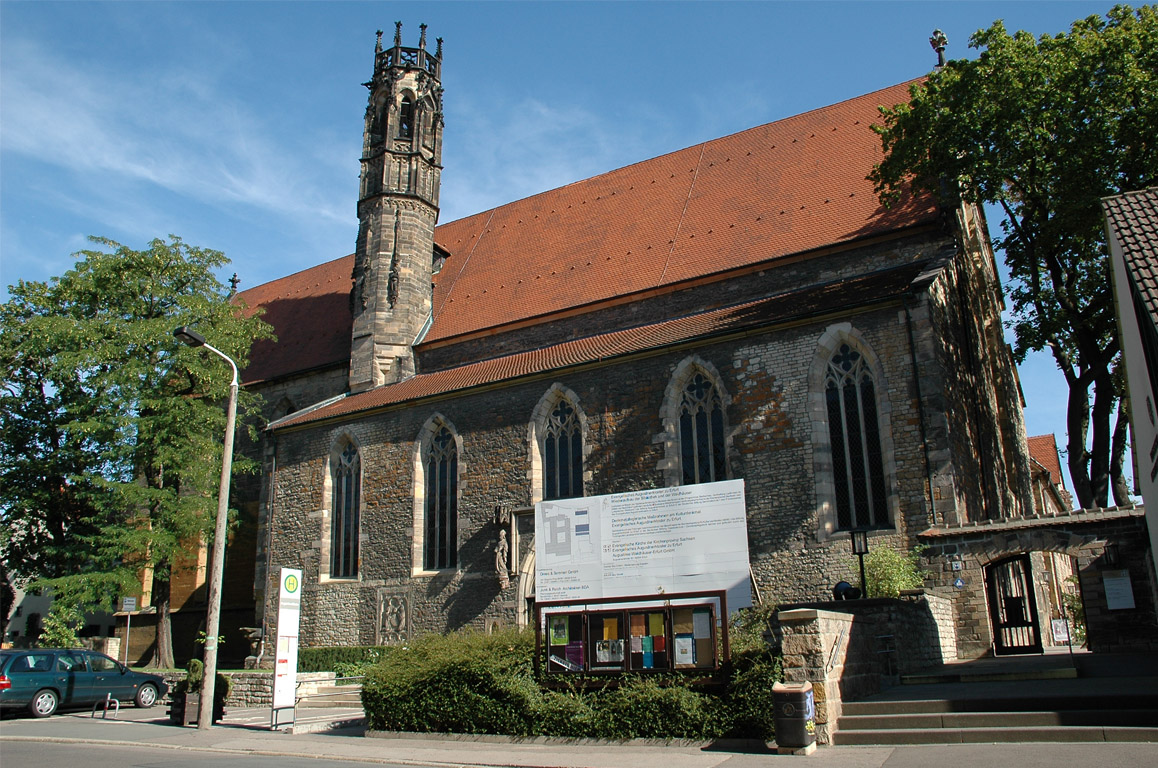
Augustinerkirche

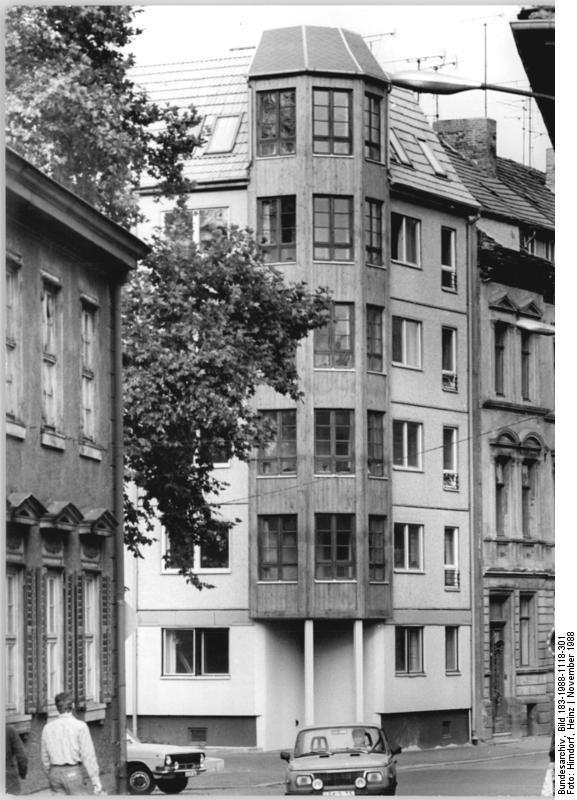
Eckhaus Augustinerstraße/Am Hügel (1988)

Die Augustinerstraße ist eine Straße in der Erfurter Altstadt in Thüringen. Die rund 400 Meter lange Straße verläuft in nordöstlicher Richtung von der Michaelisstraße zur Johannesstraße. Namensgeber der Straße ist das an der Straße liegende Augustinerkloster.

## Geschichte
Erstmals in Verbindung mit dem Augustinerkloster gebracht wurde der Straßenname 1493, als sie den Namen apud Augustinenses erhielt. Nach mehreren Umbenennungen in den folgenden Jahrhunderten erhielt sie 1826 ihren heutigen Namen. Ursprünglich endete die Straße im südwestlichen Bereich an der Lehmannsbrücke, erst 1870 wurde der Verlauf bis zur Michaelisstraße ausgedehnt und die Lehmannsbrücke entfiel als einer der ältesten Bezeichnungen der Stadt. Einst führte die Via Regia durch die Augustinerstraße.

## Beschreibung
An der Augustinerstraße befinden sich neben Wohngebäuden folgende stadthistorisch bedeutende Bauten:
- die Georgenburse nahe der Lehmannsbrücke,
- die Nikolaikirche, von der heute nur noch der Kirchturm erhalten ist,
- das Augustinerkloster

Die Straße ist von der Michaelisstraße als Sackgasse bis zur für den Fahrzeugverkehr gesperrten Lehmannsbrücke befahrbar. Von der Johannesstraße her ist sie in beide Richtungen als Durchgangsstraße zu befahren.